# Schwarztapaculo
Der Schwarztapaculo oder Kleine Einfarbtapaculo (Scytalopus latrans, Syn.: Scytalopus unicolor latrans), zählt innerhalb der Familie der Bürzelstelzer (Rhinocryptidae) zur Gattung Scytalopus.
Früher wurde die Art als konspezifisch mit dem Hellbauchtapaculo (Scytalopus unicolor) angesehen, unterscheidet sich aber durch die Lautgebung.
Die Art kommt in Ecuador, Kolumbien, Peru und Venezuela vor.
Das Verbreitungsgebiet umfasst Unterholz im tropischen oder subtropischen feuchten Bergwald zwischen 2000 und 3700 m Höhe. Die Art findet sich oft zwischen Gunnerapflanzen, entlang von bewachsenen Straßenrändern, auch weniger naturbelassene Lebensräume, es ist einer der am weitesten verbreiteten Tapaculos.
Das Artepitheton kommt von lateinisch latrare ‚bellen‘.

## Merkmale
Der Vogel ist 11 cm groß, das Männchen wiegt zwischen 16 und 21, das Weibchen zwischen 14 und 20 g. Die Art ist für einen Tapaculo ziemlich klein und durchgehend sehr dunkel ohne abgrenzbares Rotbraun. Das Männchen ist dunkelgrau bis schwärzlichgrau, Iris und Füße sind dunkelbraun, der Schnabel ist schwärzlich. Beim Weibchen kann ein leichtes olivbraun an einigen Flankenfedern zu sehen sein, Jungvögel sind blassbraun mit wenig Bänderung an der Unterseite.

## Geografische Variation
Die Art wird von der Datenbank Avibase als monotypisch angesehen (und die nachfolgend genannten Unterarten als eigene Arten geführt).
Von der International Ornithologists’ Union und dem Handbook of the Birds of the World werden folgende Unterarten anerkannt:
- S. l. latrans Hellmayr, 1924, Nominatform – Kolumbien, Westvenezuela bis Ostecuador und Nordperu
- S. l. subcinereus J. T. Zimmer, 1939 – Südwestecuador und Nordwestperu
- S. l. intermedius J. T. Zimmer, 1939 – Nord- und Zentralperu

## Stimme
Der Gesang wird als langsames „pe-pe-pe“, über 15 bis 20 Sekunden wiederholt beschrieben. Beide Geschlechter rufen, mitunter im Duett, das Weibchen etwa höher, mitunter mehrere Minuten lang.

## Lebensweise
Die Nahrung besteht aus kleinen Gliederfüßern.
Über die Brutzeit ist nichts Genaues bekannt.

## Gefährdungssituation
Der Bestand gilt als nicht gefährdet (Least Concern).